# VMM-266
266ème Escadron d'hélicoptère de transport (USMC)
Le Marine Medium Tiltrotor Squadron 266 (ou VMM-266) est un escadron d'hélicoptère  à rotors basculants MV-22 Osprey du Corps des Marines des États-Unis. L'escadron, connu sous le nom de "Fighting Griffins" est stationné à la Marine Corps Air Station New River en Caroline du Nord et fait partie du Marine Aircraft Group 26 (MAG-26) et de la 2nd Marine Aircraft Wing (1st MAW).

## Mission
Le VMM-263 fournit un soutien d'assaut aux troupes de combat, des fournitures et l'équipement pendant les opérations amphibies et les opérations ultérieures à terre. De manière routinière, les escadrons VMM fournissent la base d'un élément de combat aérien (ACE) de n'importe quelle mission de la Force tactique terrestre et aérienne des Marines (MAGTF) qui peut inclure des tâches de soutien d'assaut conventionnel et des opérations spéciales ainsi que la récupération de personnel  ou l'évacuation de non-combattants.

## Historique

### Origine
Le Marine Medium Helicopter 266 (HMM-266) a été activé le 26 avril 1983 à la Marine Corps Air Station New River, en Caroline du Nord. Au cours de sa première année, l'escadron a établi une fondation qui en ferait les experts en soutien d'assaut par temps froid pour la 2nd Marine Aircraft Wing (2nd MAW). Au cours des six années suivantes, l'escadron a participé à quatorze exercices depuis les High Sierra du Mountain Warfare Training Center (en) (MWTC) à Bridgeport, en Californie, jusqu'aux climats arctiques du nord de la Norvège. L'escadron a été renommé VMM-266 le 23 mars 2007.